# Brzyna
Brzyna – wieś w Polsce, położona w województwie małopolskim, w powiecie nowosądeckim, w gminie Łącko.
W latach 1975–1998 wieś administracyjnie należała do województwa nowosądeckiego.
We wsi znajduje się ujście Obidzkiego Potoku do Dunajca.

## Integralne części wsi
| części wsi | Biedroniówka, Bieryty, Bystry Wierch, Chałupisko, Dolina, Doliska, Do Lizonia, Dział, Floriany, Gabriele, Gorzkowska, Górki, Groń, Jamówka, Jasienina, Jaworzynka, Kawówka Niżna, Kawówka Wyżna, Kiklice, Klimki, Koziarnica, Kretówki, Krzywe, Księdza, Lipówki, Łazisko, Łodziska, Młynczyska, Mroziówka, Musołówka, Niżne Puldowskie, Ogródek, Owsianki, Palenica, Pański Majerz, Paryja, Pasula, Piwowary, Place, Podrównica, Połomia, Przewoźnikówka, Pultowskie Wyżne, Pytle, Równica, Sobel, Sopatowiec, Stece, Sworniówka, Ślazy, Tokarze, Trzesanki, Turkówka, Widoma, Wiklina, Wspólna, Wydarta, Wyrąb, Wyrobiska, Zagonek, Zawierch |

## Demografia
Ludność według spisów powszechnych, w 2009 według PESEL.
|  | Brzyna z Łazami Brzyńskimi |  | Brzyna |  | Łazy Brzyńskie |

| Rok    | 1900 | 1921 | 1931 | 2002 |
| Liczba | 138  | 182  | 197  | 181  |

| Zwierzęta | Konie | Bydło | Owce | Świnie |
| Liczba    | 41    | 665   | 466  | 209    |